# Andrea Zerini
Andrea Zerini (Firenze, 25 ottobre 1988) è un cestista italiano.

## Carriera
Si forma cestisticamente nelle giovanili della Olimpia Legnaia Firenze. Esordisce in prima squadra giocando 19 partite in Serie B d'Eccellenza 2005-06. Disputa poi tre stagioni in Serie B2 a Castelfiorentino.
A 21 anni firma per il Ruvo di Puglia Basket, con la cui maglia disputa due campionati di Serie A Dilettanti collezionando circa 9 punti di media a partita, il 55% nel tiro da due e il 31% nel tiro da tre. Nella stagione 2010-2011 risulta esser il miglior stoppatore e l'ottavo miglior rimbalzista del campionato, contribuendo così a portare Ruvo di Puglia alla semifinale promozione, poi persa contro l'Ostuni Basket.
Nella stagione 2011-12 ha firmato un contratto con il Basket Brindisi, con cui ha conquistato la promozione in massima serie.
Nella stagione 2012-13 ha continuato a giocare per il Basket Brindisi contribuendo a mantenere la sua squadra in massima serie.
Il 20 giugno 2016 viene ufficializzato il passaggio alla Società Sportiva Felice Scandone, venendo confermato anche per la stagione seguente. Nel giugno 2018 si accasa al Basket Brescia Leonessa per poi passare dalla stagione 2020/2021 al Napoli Basket, squadra

## Statistiche

### Nazionale
| Cronologia completa delle presenze e dei punti in Nazionale - Italia | Cronologia completa delle presenze e dei punti in Nazionale - Italia | Cronologia completa delle presenze e dei punti in Nazionale - Italia | Cronologia completa delle presenze e dei punti in Nazionale - Italia | Cronologia completa delle presenze e dei punti in Nazionale - Italia | Cronologia completa delle presenze e dei punti in Nazionale - Italia | Cronologia completa delle presenze e dei punti in Nazionale - Italia | Cronologia completa delle presenze e dei punti in Nazionale - Italia |
| Data                                                                 | Città                                                                | In casa                                                              | Risultato                                                            | Ospiti                                                               | Competizione                                                         | Punti                                                                | Note                                                                 |
| -------------------------------------------------------------------- | -------------------------------------------------------------------- | -------------------------------------------------------------------- | -------------------------------------------------------------------- | -------------------------------------------------------------------- | -------------------------------------------------------------------- | -------------------------------------------------------------------- | -------------------------------------------------------------------- |
| 13/04/2014                                                           | Ancona                                                               | Italia                                                               | 76 - 59                                                              | World Stars                                                          | All Star Game                                                        | 0                                                                    |                                                                      |
| 17/06/2016                                                           | Trento                                                               | Italia                                                               | 78 - 48                                                              | Rep. Ceca                                                            | Torneo amichevole                                                    | 5                                                                    |                                                                      |
| 18/06/2016                                                           | Trento                                                               | Italia                                                               | 87 - 58                                                              | Cina                                                                 | Torneo amichevole                                                    | 4                                                                    |                                                                      |
| Totale                                                               |                                                                      | Presenze                                                             | 3                                                                    |                                                                      | Punti                                                                | 9                                                                    |                                                                      |

## Palmarès

### Club

#### Competizioni nazionali
- Coppa Italia di Legadue: 1
 N.B. Brindisi: 2012
- Campionato serie A2 LNP: 1

GeVi Napoli: 2020-2021
- Coppa Italia LNP: 1

GeVi Napoli: 2021